# John Baird (1er vicomte de Stonehaven)
Pour les articles homonymes, voir John Baird et Baird.
John Lawrence Baird, 1er vicomte de Stonehaven (27 avril 1874 – 20 août 1941) est un homme politique britannique conservateur, ancien parlementaire, ancien ministre. Il est le huitième gouverneur général d'Australie.

## Biographie
Baird est né à Chelsea, à Londres. Il est le fils d'Alexander Baird, un riche baronnet. Il fait ses études au collège d'Eton puis à l'université d'Oxford mais quitte l'université sans son diplôme. Il est affecté dans le régiment du Lanarkshire Yeomanry. En 1894 il est aide-de-camp du gouverneur de Nouvelle-Galles du Sud puis entre dans la carrière diplomatique. En 1905, il épouse Ethel Sydney Keith-Falconer.
Baird est élu député conservateur à la Chambre des communes pour la circonscription de Rugby en 1912. Il est ministre des Transports dans les gouvernements d'Andrew Bonar Law et de Stanley Baldwin de 1922 jusqu'à janvier 1924, quand le travailliste Ramsay MacDonald remporte les élections et devient Premier ministre. En décembre, après que les conservateurs aient repris le pouvoir, il accepte le poste de gouverneur général d'Australie.
Selon l'habitude de l'époque, le gouvernement britannique propose plusieurs candidats au Premier ministre australien, Stanley Bruce, notamment un duc, un marquis et un comte mais Bruce choisit John Baird pour partie en raison de son expérience politique pour partie parce qu'il est le plus modeste des aristocrates proposés.
Baird arrive en Australie en octobre 1925. Il établit aussitôt de bonnes relations avec Bruce qui a beaucoup de points communs avec lui. Mais comme son prédécesseur, il se rend compte que les Premiers Ministres australiens ne veulent plus d'un gouverneur général se comportant comme de petits chefs ou comme des représentants du gouvernement britannique mais comme une personnalité discrète. La conférence impériale de 1926 à Londres a reconnu de facto l'indépendance des anciennes colonies et la fin du rôle des gouverneurs généraux comme diplomates et comme canaux de communication entre les gouvernements. Désormais le seul rôle du gouverneur général est d'être le représentant personnel du souverain.
Il y a d'autres changements pendant le mandat de Baird. En mai 1927 il ouvre la première séance officielle du Parlement australien dans le nouveau Parlement de Canberra et le gouverneur général a enfin une résidence officielle permanente à Canberra : Government House toujours communément appelée de son ancien nom : Yarralumla. Cela signifie la fin des voyages du gouverneur général entre Sydney et Melbourne et rend la fonction moins onéreuse. À la même époque, le développement de l'aviation dont Baird est un fervent partisan, rend plus facile les voyages dans toute l'Australie.
Le mandat de Bruce semble ne pas devoir poser de problème et Bruce semble bien installé à son poste mais en septembre 1929 il est battu à la chambre des Députés à la surprise générale et il demande au gouverneur général une double dissolution. Bien que le Parlement ait été élu depuis seulement un an, Baird acquiesce aussitôt à la demande. Les jours où le gouverneur général avait un pouvoir discrétionnaire sont finis.
Le parti de Bruce est battu aux élections d'octobre et Bruce perd même son siège. Le leader travailliste, James Scullin, reprend le poste de Premier ministre. Les relations entre Baird et Scullin sont correctes mais sans amitié. Le mandat de Baird s'achève en 1930 et Scullin ne le consulte même pas pour le choix de son successeur et il quitte l'Australie à la fin de son mandat en 1930. À son retour en Grande-Bretagne, il devient président du parti conservateur et est créé vicomte de Stonehaven d'Ury dans la pairie du Royaume-Uni. Il meurt en Écosse en 1941.